# Rue Lespagnol
La rue Lespagnol est une voie du 20e arrondissement de Paris, en France.

## Situation et accès
La rue Lespagnol est une voie située dans le 20e arrondissement de Paris. Elle débute au 4, rue du Repos et se termine en impasse.

## Origine du nom
La rue tire son nom de celui d'un ancien propriétaire local.

## Historique
Cette voie, ouverte sous sa dénomination actuelle en 1889, est fermée à la circulation publique par un arrêté municipal du 2 novembre 1993.